# Chansons du Vent et du Soleil

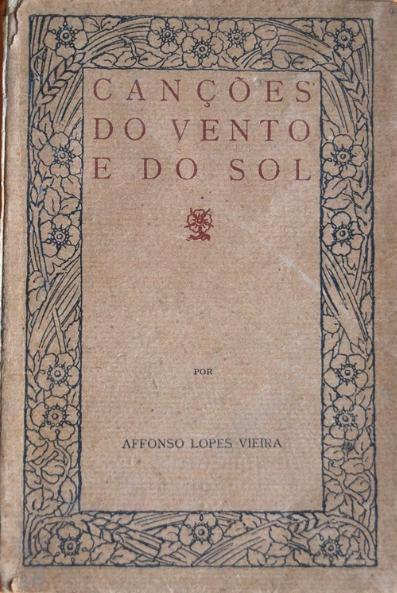
Couverture de la première édition des Canções do Vento e do Sol.

Chansons du Vent et du Soleil, en portugais Canções do Vento e do Sol, est un recueil de poèmes d'inspiration chrétienne, panthéistes et populaire d'Afonso Lopes Vieira, publié à Lisbonne en 1911. Œuvre majeure d'environ 150 pages, écrite dans une versification libre et fluide semi-classique assez proche de celle des surréalistes de la même époque, elle remet au goût du jour un ensemble de traditions littéraires typiquement portugaises qu'elle renouvelle. Elle inaugure et illustre à ce titre le mouvement de la « Renaissance portugaise » (Renascença portuguesa), dont Lopes Vieira est l'un des fondateurs aux côtés de Fernando Pessoa et Mário de Sá Carneiro. Le livre, dédié à João de Deus et Trindade Coelho, est divisé en cinq parties :
- L'ouverture (ou première partie, sans titre)
- Lyrisme dans mon jardin (Lirismo no meu jardim)
- Chansons d'amour - Sur de vieux motifs (Cantigas de amor, sobre velhos motivos)
- Chansons de la Mer et de la Plage (Cantigas do mar e da praia)
- Les Douze Chansons de l'Année (As doze canções do ano)

Sous des dehors simples, l'auteur y draine une culture très étendue, qui puise dans la littérature ancienne du Portugal, le théâtre de la Renaissance, les innovations romantiques de Garrett, mais aussi dans la littérature française et italienne de l'époque.

## Caractéristiques générales du recueil
D'un point de vue formel, le recueil est un petit chansonnier type, qui s'inscrit dans une longue tradition médiévale ibérique qu'il renouvelle, tant par sa structure interne, que par le traitement de la langue et les sujets abordés. Le rythme libre et court de certaines pièces, leur vocabulaire simple et l'aspect chanté des poèmes, s'il est prégnant, ne doit pas induire le lecteur en erreur. Il s'agit bien de textes littéraires, soigneusement travaillés, avec « une stylistique et une versification soignées ». Le fil conducteur de l'ensemble est une forme de lusitanité, une façon portugaise de sentir et de se situer dans le monde, un «  être portugais » que Lopes Vieira développe  avec des « touches symbolistes » autour du thème des saisons, de la nature et du temps qui passe.

## L'ouverture
La première section, qui n'a pas de titre, s'ouvre sur deux poèmes célébrant « La mort des hirondelles » en hiver (Morte das andorinhas) et leur « Résurrection » quand vient le printemps (Ressureição). Surplombées par un extrait de journal de 1909 en épigraphe, qui rapporte une forte mortalité chez les oiseaux migrateurs, ces deux premières pièces lancent le recueil dans un mouvement de chute puis d'élévation. Le cycle des saisons, de la mort et de la vie, qui introduit l'ensemble, se prolonge dans un mouvement tourné en partie vers le passé, avec le poème « Les vieux coffres » (As velhas arcas), témoins muets du quotidien des gens simples des campagnes. Mouvement circulaire, comme le tracé des aiguilles d'une montre qui marquent le temps, et surtout répétitif comme le travail de l'homme, que Lopes vieira traite symboliquement dans la foulée d'une épigraphe de l'anarchiste Elisée Reclus, dans le poème « Les bœufs qui tirent la noria » (O boi à nora). Dans ce long poème en tercets, le refrain lourd et lent qui revient en écho au troisième vers contraste presque systématiquement avec les deux vers légers qui le précédent. Les animaux fatigués, astreints à un travail pénible, y tirent leur charge tout au long du poème qui s'achève sur leur mort, tandis que la nature célèbre la vie, insouciante. Le thème de la mort, repris dans la pièce suivant, est célébré socialement par « l'Acte des Carillons » (Auto das badaladas), écrit sur le mode d'un dialogue théâtrale entre les carillons d'église, qui sonnent l'heure et annoncent les décès, et les différentes classes d'âge de la population. « La balade de Mirandum (est parti à la guerre) », inspirée du dialecte mirandais, et écrite sur le rythme de la romance « Marlbrough s'en va-t-en guerre », qu'elle calque au niveau du refrain, est, à la veille de la Première Guerre mondiale, et en période de course aux armements, une ode à la paix et au pacifisme, prolongée dans le seul sonnet du recueil « Leçon dans la forêt » (Lição na floresta), qui rappelle l'urgence « d'AIMER ».

## Lyrisme dans mon jardin
La seconde partie, « Lyrisme dans mon jardin », d'inspiration socialo-anarchiste, est la section la plus courte du recueil. Elle ne contient que trois poèmes. En dépit de son titre paradoxalement quelque peu ronflant et bourgeois, elle traite, sous des aspects faussement naïfs, de l'importance du rapport de l'homme à la nature, et propose que le droit de posséder une terre - un jardin - soit inscrit dans les Droits de l'homme. L'étonnante « Oraison pour le porc malade (Oração para o porco doente), reliée à la tradition de la Renaissance par l'épigraphe de Gil Vicente, dont Vieira connaît bien l’œuvre, témoigne de la précarité socio-économique des paysans et du lien vital entre hommes et animaux en milieu rural. Un moment de poésie plus douce et lyrique, avec le poème « Le châle » (O chale), clôt cette courte partie et annonce la partie suivante : « Chansons d'amour - Sur de vieux motifs ».

## Chansons d'amour - Sur de vieux motifs
La troisième partie, « Chansons d'amour - Sur de vieux motifs », est celle qui s'affilie le plus directement au genre troubadouresque. Elle est le pivot central du recueil, et étend ses ramifications sur huit siècles de culture et de littérature. Les trois premières pièces sont lancées par des épigraphes de poèmes du roi Denis Ier, datant du XIIIe siècle, à la façon des anciens motes, « défis », ou « propositions » poétiques en portugais. Reprenant une vieille tradition médiévale, elles donnent le rythme et la thématique du poème : elles sont une sorte de proposition musicale, et obéissent à un jeu de versification courant jusqu'au XVIIe siècle, où une dame donnait le La à son poète, et lui composait son poème dans la foulée, intégrant le mote dans son texte. La première épigraphe lance la « Chanson des Fleurs du Mont » (Cantiga das Flores do Monte) sur un rythme médiéval type. Le poème, qui met en scène une femme délaissée s'adressant aux Fleurs du Mont, commence avec un quatrain lamentatoire d'ouverture, relancé et rythmé part une interjection/interrogation constante, à laquelle répondent une série d'échos rappelant le thème de la distance, du manque, de l'oubli, de la nature qui console. La Chanson de la Lavandière », plus légère, chante le quotidien des filles de la campagne dans leur jargon populaire. Les mots sont coupés, des lettres éludées, le rythme court, enfantin. Puis Lopes Vieira revient de façon cyclique aux fondamentaux du genre avec la « Chanson des Tristes Plaintes ». Les trois pièces « Travailler » (Trabalhar), « Les étoiles » (As estrelas) et « Rêve » (Sonho), composées sur des rythmes troubadouresques plus libres, n'ont pas d'épigraphes, et sont plus modernes : elles célèbrent l'enfance, la douceur, substituent à une spiritualité théorique et abstraite un appel à l'action, au travail, au rapport direct à la terre et aux cieux, et fustigent la richesse oisive. Lopes Vieira y impose seul ses thèmes, s'appropriant définitivement le genre. Les deux dernières pièces, « Danse du Vent » (Dança do vento), véritable chanson utilisant tous les procédés de l'écriture musicale - échos, renvois, refrains -, et « Frère Genebro » (Irmão Genebro), sont à nouveau écrites dans la foulée d'épigraphes médiévales tirées d'un Romancier portugais et de l'opéra Fioretti di San Francesco. Mais cette fois, Lopes Vieira y déploie son art en propre. La pièce Frère Genebro notamment, qui clôt la section, reprend un personnage type des contes médiévaux portugais et le met en scène dans un contexte théâtral, avec mise en scène et dialogue. Versifiée très librement, mais conservant une fluidité  de langage et une musicalité extraordinaire, elle s'éloigne paradoxalement du genre troubarouresque et confine au théâtre populaire et au conte à moral.

## Chansons de la Mer et de la Plage
La quatrième section, « Chansons de la Mer et de la Plage », est certainement la partie la plus intime et la plus personnelle du recueil. Il n'y figure aucune épigraphe. Section absolument originale, elle témoigne de l'amour que Lopes Vieira porte à l'océan, de ses longs séjours en bord de mer dans sa maison de São Pedro de Moel. Les poèmes, sensuels et délicats, font appel à tous les sens : « Îles de Brume » (Ilhas de Bruma), poème hallucinatoire, en appel à la vue et peuple la mer d'illusions, de caravelles passées, transforme les vagues en collines verdoyantes. Dans le poème « Traces de pas dans le sable » (Pegadas na areia), Vieira décrit le quotidien des pêcheurs, de leurs femmes, les processions en bord de mer. Il inscrit ses pas dans les leurs, reprenant leurs destins qu'il chante à son compte, jusqu'à effacement de toute réalité par les cycles naturels - temps, vent, marées - qui emportent tout, et qui font tomber la Nuit jusque dans son âme. Le poème « Parfum » (Perfume), d'une sensualité exceptionnelle, en appel au toucher, à l'odorat, et fait se fondre le corps humain dans l'océan auquel il s'assimile. Les trois derniers poèmes de la section, « Les Mouettes » (As gaivotas), « Écume » (Espuma) et « Chant des Coquillages » (Cantar dos Buzios) ramènent le lecteur aux éléments. Écrits sur des rythmes très différents, faisant s'alterner vers pairs et impairs courts, de dix pieds, cinq pieds, sept pieds, Lopes Vieira joue avec la musicalité du langage et bascule du poème quasi-classique à la chanson légère avant de clore la section sur un rythme faisant vaguement écho aux rythmes troubadouresques de la section précédente.

## Les Douze Chansons de l'Année
La cinquième et dernière partie du recueil, dédiée au peintre Columbano Bordalo Pinheiro, est un véritable chef-d'œuvre de concision et de beauté simple. Elle rappelle l'aspect cyclique de l'existence humaine, à travers « Les Douze Chansons de l'Année », douze poèmes formellement très différents dédiés chacun à un mois de l'année.